# Discografia di Lionel Richie
Questa è la discografia e filmografia di Lionel Richie.

## Album in studio
- Lionel Richie
  - Uscita: 1982
  - Classifiche: N. 9 in Regno Unito e N.3 negli Stati Uniti
- Can't Slow Down
  - Uscita: 1983
  - Classifiche: N.1 in Regno Unito e negli Stati Uniti
- Dancing on the Ceiling
  - Uscita: 1986
  - Classifiche: N.2 in Regno Unito e N.1 negli Stati Uniti
- Louder Than Words
  - Uscita: 1996
  - Classifiche: N.11 in Regno Unito e 28 negli Stati Uniti
- Time
  - Uscita: 1998
  - Classifiche: N.31 in Regno Unito e N.152 negli Stati Uniti
- Renaissance
  - Uscita: 2001
  - Classifiche: N.6 in Regno Unito e N.62 negli Stati Uniti
- Just for You
  - Uscita: 2004
  - Classifiche: N.5 in Regno Unito e N.47 negli Stati Uniti
- Coming Home
  - Uscita: 2006
  - Classifiche: N.5 in Regno Unito e N.47 negli Stati Uniti
- Sounds of the Season
  - Uscita: 2006
  - Classifiche: --
- Tuskegee
  - Uscita: 2012
  - Classifiche: N.1 in Canada e N.1 negli Stati Uniti

## Raccolte
- Back to Front
  - Uscita: 1992
  - Classifiche: N.1 nel Regno Unito e N.19 negli Stati Uniti
- Truly - The Love Songs
  - Uscita: 1997
  - Classifiche: N.5 nel Regno Unito
- The Definitive Collection
  - Uscita: 2007
  - Classifiche: N.10 nel Regno Unito e N.19 negli Stati Uniti

## Live
- Encore
  - Uscita: 2002
  - Classiche: N.8 nel Regno Unito

## Singoli
Us - Stati Uniti, Uk - Regno Unito
| Anno | Titolo                                 | Us Hot 100 | Us R&B | Us ac | Us Dance | Uk  |
| 1981 | Endless Love (con Diana Ross)          | 1          | 1      | 1     |          | 7   |
| 1982 | Truly                                  | 1          | 2      | 1     |          | 7   |
| 1983 | You Are                                | 4          | 2      | 1     |          | 43  |
| 1983 | My Love                                | 5          | 6      | 1     |          | 70  |
| 1983 | All Night Long (All Night)             | 1          | 1      | 1     | 5        | 2   |
| 1983 | Running with the Night                 | 7          | 6      | 6     |          | 9   |
| 1984 | Hello                                  | 1          | 1      | 1     |          | 1   |
| 1984 | Stuck on You                           | 3          | 8      | 1     |          | 12  |
| 1984 | Penny Lover                            | 8          | 8      | 1     |          | 18  |
| 1985 | Say You, Say Me                        | 1          | 1      | 1     |          | 8   |
| 1986 | Dancing on the Ceiling                 | 2          | 6      | 3     |          | 7   |
| 1986 | Love Will Conquer All                  | 9          | 2      | 1     |          | 45  |
| 1986 | Ballerina Girl                         | 7          | 5      | 1     |          | 17  |
| 1987 | Deep River Woman (con gli Alabama)     | 71         |        | 28    |          |     |
| 1987 | Se La                                  | 20         | 12     | 5     |          | 43  |
| 1992 | Do It to Me                            | 21         | 1      | 3     |          | 43  |
| 1992 | My Destiny                             |            | 56     | 7     |          | 7   |
| 1992 | Love, oh Love                          |            |        |       |          | 53  |
| 1996 | Don't Wanna Lose You                   | 21         | 1      | 3     |          | 33  |
| 1996 | Ordinary Girl                          | 101        | 76     |       |          | 149 |
| 1996 | Still in Love                          |            |        | 10    |          | 66  |
| 1998 | Time                                   |            |        | 7     |          |     |
| 1998 | I Hear Your Voice                      |            |        | 15    |          |     |
| 1998 | The Closest Thing to Heaven            |            |        |       |          | 15  |
| 2000 | Angel                                  |            | 7      | 4     | 32       | 18  |
| 2000 | Don't Stop the Music                   |            |        |       |          | 34  |
| 2001 | Thender Heart                          |            |        |       |          | 29  |
| 2001 | I Forgot                               |            |        |       |          | 34  |
| 2001 | Cinderella                             |            |        |       |          |     |
| 2003 | To Love a Woman (con Enrique Iglesias) |            |        |       |          | 19  |
| 2004 | Just for You                           | 92         |        | 6     | 14       | 20  |
| 2004 | Long, Long Way to Go                   |            |        | 20    |          |     |
| 2004 | I Still Believe                        |            |        |       |          |     |
| 2006 | I Call It Love                         | 62         | 19     | 9     | 10       | 45  |
| 2006 | What You Are                           |            | 57     |       |          |     |
| 2006 | Why                                    |            |        |       |          | 143 |
| 2007 | All Around the World                   |            |        |       | 6        |     |